# Comuna Rohizka, Cecelnîk
Rohizka (în ucraineană Рогізка) este o comună în raionul Cecelnîk, regiunea Vinnița, Ucraina, formată din satele Rohizka (reședința) și Tarasivka.

## Demografie
Componența lingvistică a satului Rohizka
     Ucraineană (98,67%)
     Rusă (1,08%)
     Alte limbi (0,17%)
Conform recensământului din 2001, majoritatea populației satului Rohizka era vorbitoare de ucraineană (98,67%), existând în minoritate și vorbitori de rusă (1,08%).